# 波多野鶴吉
波多野 鶴吉（はたの つるきち、安政5年2月13日（1858年3月27日）- 大正7年（1918年）2月23日）は、明治・大正期の実業家。郡是製絲（現：グンゼ）の創業者、第2代社長。兄は衆議院議員、郡是製絲初代社長第7代羽室嘉右衛門。弟は比叡登山鉄道株式会社初代社長羽室亀太郎。養子に参議院議員、郡是製絲第4代社長波多野林一。義理の甥に衆議院議員岡田泰蔵。孫は哲学者の波多野一郎。
先祖は丹波国多紀郡の大名、波多野氏。波多野秀治の弟、波多野秀香（二階堂秀香）の後胤。

## 人物
1858年（安政5年）に 丹波国何鹿郡綾部町（現・京都府綾部市）の九鬼藩の大庄屋である羽室家の次男として生まれた。羽室家は1885年（明治18年）に京都府第6位地租税納税、1898年（明治31年）京都府第11位の多額納税者であった。父は嘉右衛門、母は富美。
慶応2年（1866年）、何鹿郡の資産家である波多野家の養子に出される。しかし、1869年に養母が、1872年に養祖母が相次いで死去し、波多野家は鶴吉と波多野はなだけとなったため、伯父の羽室作兵衛夫婦に育てられた。1875年、京都に上京する。数学を学ぶために京都中学に6ヶ月在籍し、その後大阪英語学校に転校する。1876年9月、波多野家継承のため、はなと結婚する。再び京都中学に戻るも、3ヶ月で退学する。この頃、鶴吉は遊郭遊びのために鼻を失い、家財を売り払って学費に充てたため、放蕩息子の烙印を押されていた。1878年、一次方程式から多元二次方程式を解説する『啓蒙方程式』を刊行する。
1881年に故郷へ帰り、翌年、小学校の助教諭となる。教員として働く傍ら、養蚕業に興味を抱き、綾部町の養蚕家 梅原和助と意気投合する。1886年、京都府蚕糸業組合取締所が設置されると、梅原の推薦により、委員に就任する。さらに、同年、何鹿郡蚕糸業組合の組長に当選したため、教員を辞任した。鶴吉は、大製糸会社を設置して優秀な生糸を生産し、輸出品として高価に販売することで、地域経済の発展に尽くすことを説いた。1887年、養蚕伝習所を開設して技術者養成を行い、1893年に高等養蚕伝習所（のちの城丹蚕業講習所）を開設した。
日清戦争後、元農商務省の官僚で「殖産興業の父」と呼ばれた前田正名が何鹿郡で演説を行い、「実業上において国は国是を、郡は郡是をうちたてるべし。何鹿郡の郡是は蚕糸業である」と説き、鶴吉は感銘を受けて私淑した。1896年5月、郡是製絲株式会社（現 グンゼ株式会社）を設立。会社設立時から株式会社であったが、経営は蚕業開発機関とする組織形態だった。地域の養蚕農家から小口出資を集め、資本金は98,000円だった。工場の稼動よりも出資金の確保に時間を要したため、出資金が揃った8月10日を創立記念日としている。郡是は、目先の利益よりも優良品の開発を優先し、1900年パリ万国博覧会で金賞を受賞。翌年、ウィリアム・スキンナー社から郡是社の生糸を全量購入する契約を結ぶほどになった。
工場で実際に働く工員は、出資に賛同した養蚕農家の子女が中心で、その人格形成や教育啓蒙を重んじて、「自分の娘と思い大切に育て、立派な人間にして実家にかえす」という信念で経営に努めた。この背景として、1890年にキリスト教に入信したことが大きく影響している。自分の前半生の反省にたち、自分の周囲の人たちとの関わりの重要性や人間愛に目覚め、「人間尊重と優良品の生産を基礎として、会社をめぐるすべての関係者との共存共栄をはかる」という創業の精神を示し、これを会社の柱とした。鶴吉の給与は、郡是の課長よりも少なく、住居は社宅で持ち家を生涯持たなかった。郡是の「工女」（グンゼでは「女工」でなく、「工女さん」と呼んでいた）への教育を重視し、会社内に教育部を設置して、高名な教育者である川合信水を招聘し、自らもその教えを受ける形で社内教育を推し進めた。「善き木に善き果が実り、善き人が善き糸をつくる」として、人格形成こそが優良品の基礎であると、さかんに述べていたといわれる。
1914年8月、第一次世界大戦が勃発すると、生糸の価格が大暴落する。郡是も経営危機に陥り、鶴吉は緊急融資を依頼するために、安田財閥の安田善次郎との会見に望んだ。
日露戦争の際に経営悪化して破綻に瀕した第百三十銀行の救済に安田財閥が乗り出すこととなり、現状視察の目的で安田善次郎自ら丹後に赴き、その際に同行の最大融資先の一つであるグンゼに立ち寄った。社長の鶴吉と会見、善次郎は同行の帳簿を眺めながら極めて少ない担保に対して莫大な融資残高がある点を問い質した。それに対して鶴吉は「確かに当社は商品在庫や原料、また高い設備などはないが、帳簿には載っていない素晴らしい従業員が多くおり、これこそが当社の最大の資産である。」と答えた。善次郎は、「金融家の私に人を資産として見よとのご意見か？」と問い直すと「其の通り」と鶴吉が述べた。この鶴吉の経営姿勢と率直さに善次郎は大いに感銘を受け、その場で新たな担保を取らずに融資継続を決定したといわれている。
また、生糸が活況に呈している時期に、すでに合成繊維の登場とその影響による製糸業の衰退を予見し、次なる事業の柱を模索していたともいわれ、同時にいかに地域、社会に貢献すべきかを常に自分に問い、行動していた。彼にとっては「郡是」（＝ 地域振興・社会貢献）が第一であり、製糸業はその手段の一つという考えで、時代や環境の変化に合わせて事業は変遷してよいと考えていた。
1918年2月23日、綾部女学校での講演中、脳溢血のため急逝。享年60。
出生地の綾部市では、波多野鶴吉夫妻を主人公とする連続テレビ小説の誘致活動が進んでいる。

## 略歴
- 1858年（安政5年）- 丹波国何鹿郡綾部町（現・京都府綾部市）の綾部藩筆頭大庄屋、札元、掛屋、名字帯刀御免、羽室嘉右衛門家六代目嘉右衛門の次男に生まれる[1]。
- 1866年（慶応2年）- 波多野家の養子になる[1]。
- 1875年（明治8年）- 京都市内に出て、京都中学に入学[1]。
- 1876年（明治9年）- 波多野家の娘、はなと結婚[1]。
- 1886年（明治19年）- 何鹿郡蚕糸業組合の組合長に就く[1]。
- 1887年（明治20年）- 兄羽室嘉右衛門とともに、羽室家の支援を受け実家羽室家に製糸業羽室組を創業。
- 1890年 - 留岡幸助よりキリスト教の洗礼を受ける。
- 1891年 - 京都府蚕糸業組合頭取に就任する。
- 1893年（明治26年）- 京都府蚕糸業組合立高等養蚕伝習所（現在の京都府立綾部高等学校）を設立し[1]、初代所長（校長）に就任する。
- 1896年（明治29年）- 郡是製絲株式会社（現・グンゼ株式会社）を創業する[1]（初代社長は、実兄の七代目 羽室嘉右衛門）
- 1901年（明治34年）- 兄羽室嘉右衛門が頭取で、郡是製絲株式会社のメインバンクであった明瞭銀行が金融恐慌で破綻したことにより、羽室嘉右衛門が社長を退任し、郡是製絲株式会社 第二代社長に就任。
- 1909年（明治42年）-  キリスト教宗教家で教育者の川合信水を綾部に招聘し教育部を設置。
- 1915年（大正4年） - 幹部、社員の守るべき信条として「社訓」を制定。
- 1917年（大正6年） - 郡是女学校設置。養成科、裁縫科など5科の授業と礼儀作法を指導する。
- 1918年（大正7年） - 講演中に脳溢血で倒れ、没す[1]。（享年60歳）

## 関連書籍
- 山岡荘八『妍蟲記』 民聴社、1947年6月
- 四方洋『宥座の器―グンゼ創業者 波多野鶴吉の生涯』あやべ市民新聞社、1997年12月
- 村島渚『波多野鶴吉翁伝 伝記・波多野鶴吉』大空社、2000年9月
- 四方洋『増補版 宥座の器―グンゼ創業者 波多野鶴吉の生涯』あやべ市民新聞社、2016年9月